# Abu Ali Hasan al-Marrakushi
Abu Ali Hasan al-Marrakushi (Marocco, ... – 1262) è stato un astronomo marocchino.

## Biografia
Fornì una delle prime articolatissime descrizioni dell'astrolabio lineare arabo.